# مناع العنزي
مناع العنزي (مواليد 10 سبتمبر 1991) هو لاعب كرة قدم سعودي .
كانت بداياته في نادي النصر في الفئات السنية ولعب مع نادي الجبلين في عام 2014 و وقع مع نادي الوشم في عام 2017 .

## وصلات خارجية
- مناع العنزي